# ジョージ・キャドバリー

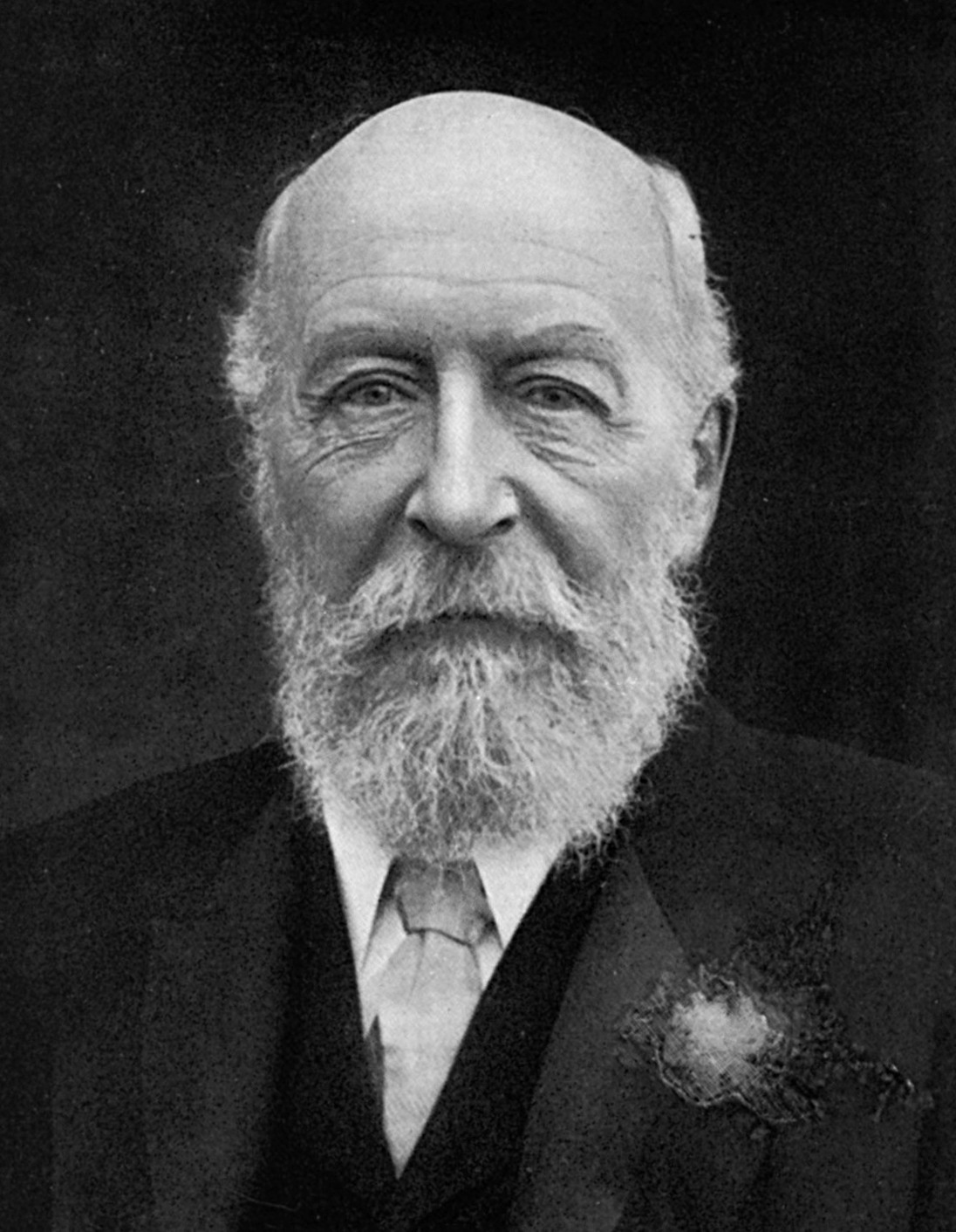
ジョージ・キャドバリー, c. 1917

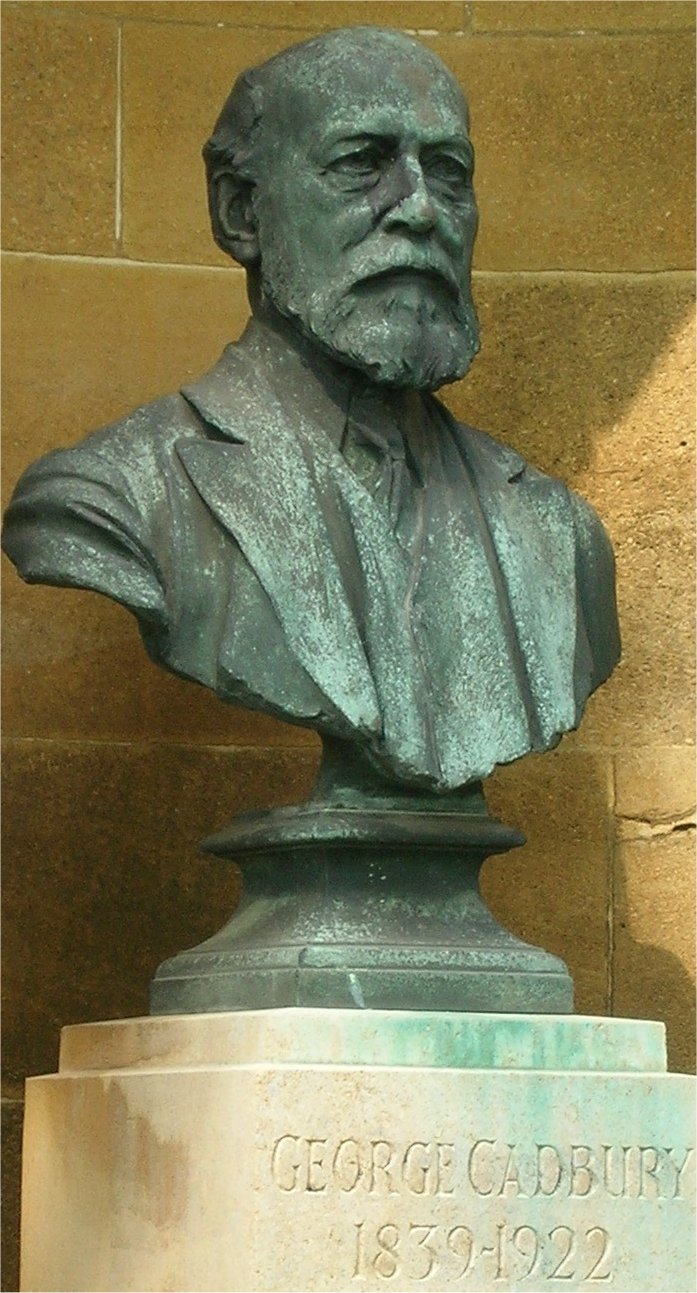
ボーンビルのキリスト友会会堂（クエーカー教会）にあるジョージ・キャドバリーの胸像。

ジョージ・キャドバリー（George Cadbury、1839年9月19日 – 1922年10月24日）は、イギリスの実業家。クエーカーでキャドバリーのココアとチョコレートの事業を創業したジョン・キャドバリーの3男であり、その事業を継承発展させた。

## 経歴
ジョージ・キャドバリーは、成人のための日曜学校に無給で働いていたが、16歳になるまで自らが学校に通うことはなかった。兄リチャードとともに、1861年に父から家業を受け継いだ。1878年、兄弟はバーミンガムから4マイル（およそ6km）南方の郊外に14エーカー（およそ57,000 m²）の空き地を取得し、翌1879年に、そこに新たな工場を開設した。ジョージ・キャドバリーは、ジョサイア・メイソン(Josiah Mason)が建てたジョージア様式の邸宅ウッドブルック(Woodbrooke)を借りて住み、1881年にはそのまま買い取ってしまった。20世紀はじめ、キャドバリーはジョン・ウィルヘルム・ラウントリー(John Wilhelm Rowntree)とともに、クエーカーのための宗教教育施設ウッドブルック・クエーカー・スタディ・センター(Woodbrooke Quaker Study Centre)をこの建物に開設し、このセンターはヨーロッパで唯一のクエーカー教育の拠点として、クエーカーの信徒、非信徒を問わず、クエーカーに関する霊的、社会的な諸事についての短期研修コースを提供している 。
自分たちの従業員の生活の質に強い関心をもっていたキャドバリ—兄弟は、すすで汚れた都市での生活に代わる環境を従業員たちに提供した。当初取得した土地に加え、より広く土地が確保されると、兄弟は工場をこの新たな田園的立地場所に移し、建築家ウィリアム・アレクサンダー・ハーヴェイ(William Alexander Harvey)の設計により、従業員に限らず住居を提供する工場町を周辺に建設することを決めた。この集落は、近くを流れる川の名と、フランス語で「町」を意味する言葉から「ボーンビル (Bournville)」と名付けられた。ここで提供される住宅は、私有されておらず、その賃借料は低く抑えられている。ボーンビルは、都市的環境の貧しい生活条件からの変化をもたらすものであった。ここに住む家族は、前庭と裏庭、新鮮な空気に恵まれた住宅に入居することができた。今日に至るまで、この町では手の届く範囲の住宅が提供されている。
キャドバリー兄弟は、従業員を大切にしていた。彼らは労働者の社会的権利を尊重し、工場には食堂やスポーツ施設を併設した。リチャードが死去した19年後、ジョージ・キャドバリーは、工場の改善に向けた提案を議論する工場委員会を設置して従業員から男女の委員を集めた。キャドバリーはまた、ほかにも、企業年金制度を設けたり、貯金口座や教育施設をすべての従業員に提供するなど、様々なアイデアの実現に邁進した。
1901年、アーサー・バルフォア政権の帝国主義的政策を快く思わず、（第二次）ボーア戦争に反対していたキャドバリーは、『デイリー・ニューズ(Daily News)』を買い取り、同紙を、高齢年金生活者のために論陣を張り、戦争と搾取工場（スウェットショップ）労働(sweatshop labour)に反対するために利用した。
ジョージ・キャドバリーは、1918年のバーミンガム都市協会(The Birmingham Civic Society)の設立に、いち早く動いたひとりであった。キャドバリーは、バーミンガム市民のためにリッキー・ヒルズ・カントリー・パーク(Lickey Hills Country Park)を寄贈した。キャドバリーはまた、ノースフィールドにあった大きな家をバーミンガム障碍者連盟(the Birmingham Cripples Union)に寄贈したが、この建物は1909年以降、病院として利用された。これは現在の王立整形外科病院(Royal Orthopaedic Hospital)である。
ジョージ・キャドバリーは、自宅としていたノースフィールド・マナー・ハウス(Northfield Manor House)で、1922年10月24日に亡くなった。83歳であった。

## 家族
ジョージ・キャドバリーは、2度結婚した。1度目は、1872年にメアリ・タイラー（Mary Tylor、1849年 - 1887年）と結婚したが、妻に先立たれてしまう。メアリは、エドワード（Edward、1873年 - 1948年）、ジョージ・ジュニア（George、1878年 - 1954年）、ヘンリー・タイラー（Henry Tylor、1882年 - 1952年）、メアリ・イザベル（Mary Isabel、1884年 - 1975年）、エレノア（Eleanor、1885年 - 1993年）の5人を産んだ。
1888年に、ジョージ・キャドバリーは、エリザベス・メアリ・テイラー（Elizabeth Mary Taylor、1849年 - 1887年）と再婚した。エリザベスとの間には、ローレンス・ジョン（Laurence John、1889年 - 1982年）、ジョージ・ノーマン（George Norman、1890年 - 1980年）、エルジー・ドロシア（Elsie Dorothea、1892年 - 1971年）、エグバート（Egbert、1893年 - 1967年）、マリオン・ジャネット（Marion Janet、1894年 - 1979年）、アーシュラ（Ursula、1906年 - ?）と、6人の子どもたちが産まれた。

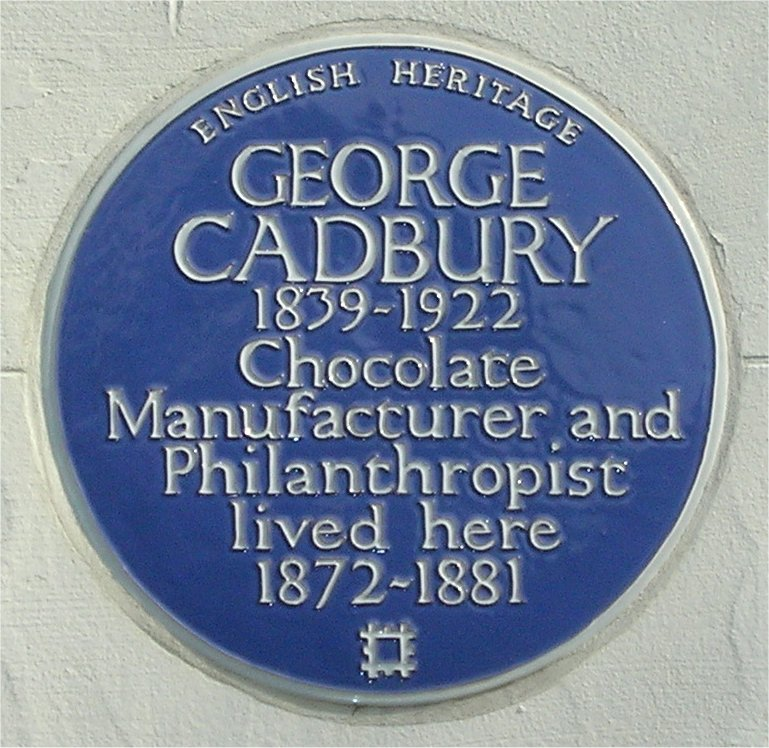
エジバストン、ジョージ・ロード(George Road, Edgbaston)の旧宅に掲げられたブルー・プラーク